# Lamorménil
Lamorménil is een plaatsje in de Belgische Ardennen.  Het behoort tot de vroegere gemeente Dochamps, die intussen deel uitmaakt van de gemeente Manhay in de provincie Luxemburg. 
De oude tramlijn Melreux-Manhay-Comblain is opnieuw in gebruik genomen tussen Érezée en Lamorménil, om toeristische treintjes te laten rijden in de vallei van de Aisne.
Nog een bijzonderheid is dat Willem Lamormaini (1570-1648) hier geboren is.  Eigenlijk was zijn familienaam Germain, maar, naar het gebruik van die tijd, nam hij een Latijnse naam aan. Lamormainus of Lamormaini is de gelatiniseerde naam van het dorp. 